# Kin Marché
Kin Marché est une chaîne de supermarchés alimentaires, présente en République démocratique du Congo depuis 2004 et appartenant au Groupe BNB (Biso na Biso, traduction : "Entre Nous").
Disposant à ce jour d'une vingtaine de points de vente dans des emplacements de premier plan, Kin Marché se déploie à travers les villes du Congo afin de répondre aux besoins quotidiens de chaque famille congolaise avec plusieurs gammes de produits .

## Historique
Kin Marché débute en 2004, en ouvrant son premier magasin proche du Grand Marché avec une petite boutique gérée par trois amis.
À partir de 2015, la marque Kin Marché ouvre son deuxième magasin et régulièrement d'autres points de vente à travers la République Démocratique du Congo pour atteindre à ce jour une vingtaine de magasins. 
Les principales villes d’implantation sont: Kinshasa, Lubumbashi et Matadi. Le magasin plus récent a ouvert ses portes aux consommateurs le 26 décembre 2020, dans le quartier Bon-marché, dans la commune de Barumbu à Kinshasa.
Kin Marché fournit aux consommateurs congolais une large variété de produits couvrant l'ensemble de ses besoins essentiels (Produits Frais, Epicerie, Boissons, Santé & Beauté, et Non-alimentaire), des services complémentaires (services bancaires, téléphoniques, parking...) dans un environnement accueillant.

## Structure

### Logos en République Démocratique du Congo

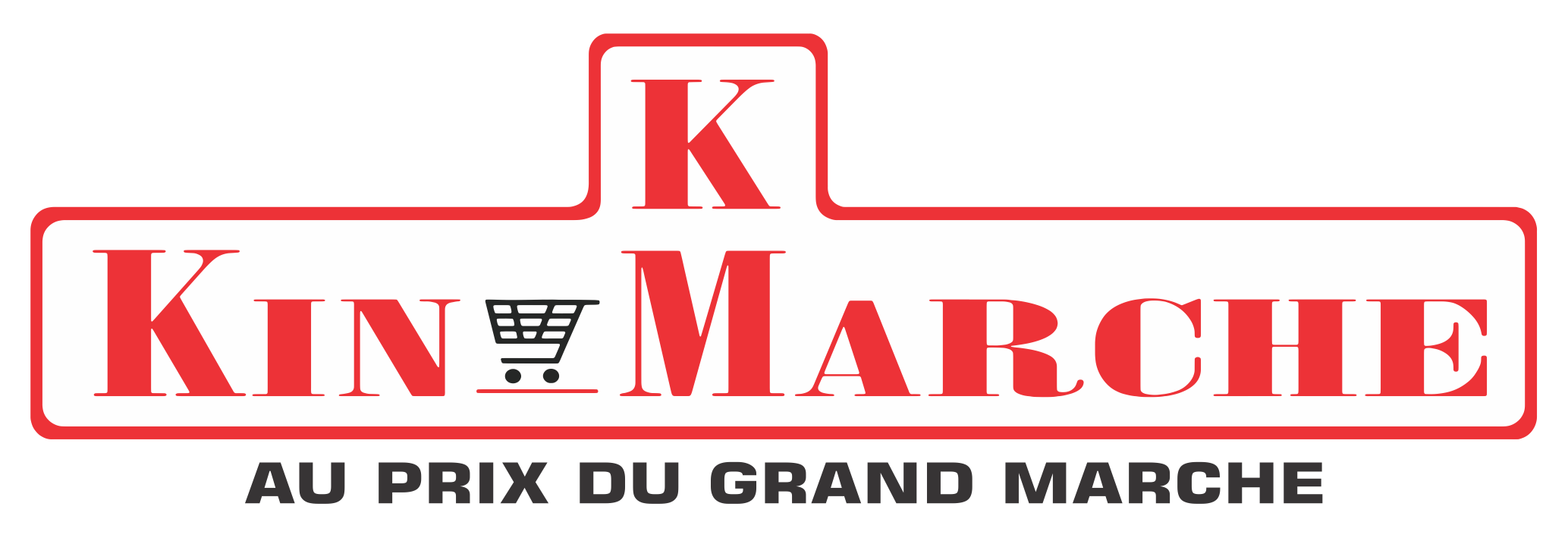
Logo Kin Marché
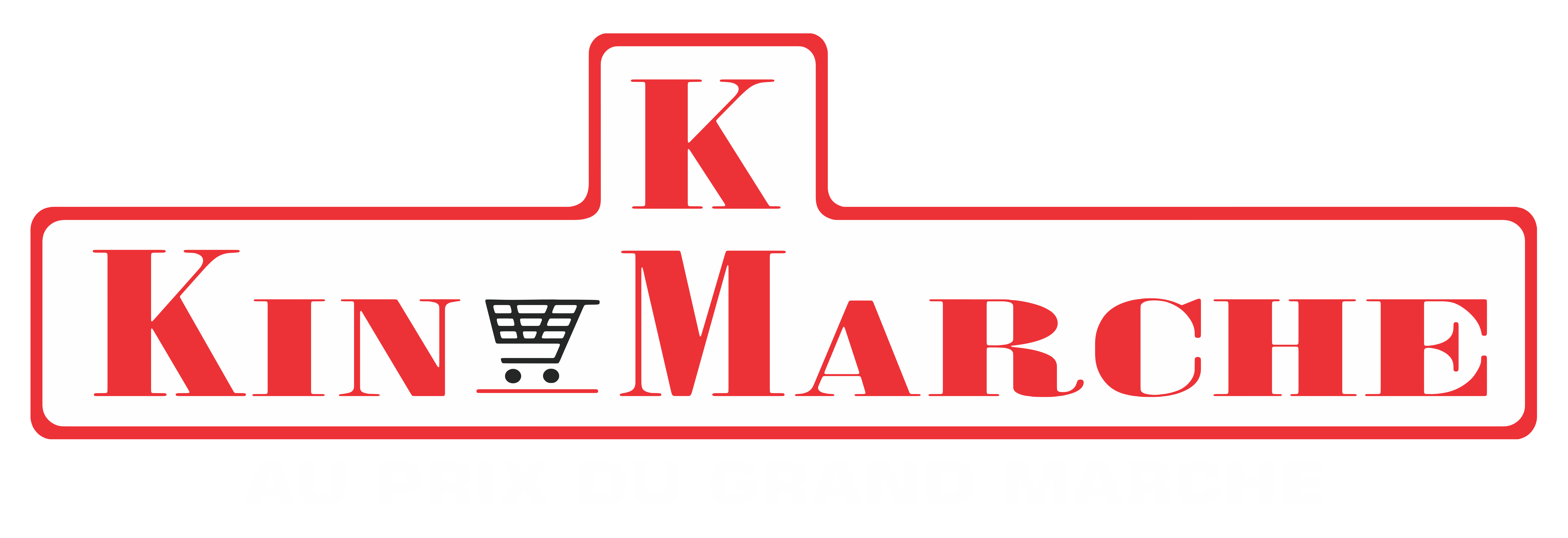
Logo Kin Marché alternatif